# Jiří Studnička (fotbalista)
Jiří Studnička (8. srpna 1920 – ?) byl český fotbalový brankář a trenér.

## Hráčská kariéra
Odchovanec Slavoje Vyšehrad chytal v československé lize za Čechii Karlín. Do vyšehradského Slavoje se později vrátil a uzavřel zde hráčskou kariéru.

### Prvoligová bilance
| Ročník             | Zápasy | Góly | Minuty | Nuly | Klub             |
| ------------------ | ------ | ---- | ------ | ---- | ---------------- |
| I. liga 1945/46    | 16     | 0    | 1 440  | 1    | SK Čechie Karlín |
| I. liga 1947/48    | 11     | 0    | 990    | 1    | SK Čechie Karlín |
| CELKEM I. ČS. LIGA | 27     | 0    | 2 430  | 2    |                  |

## Trenérská kariéra
Po skončení hráčské kariéry se stal trenérem ve Slavoji Vyšehrad.